# Nati nel 1983/Maggio
| Questa pagina contiene informazioni ricavate automaticamente dalle voci biografiche con l'ausilio del template Bio e di un bot. L'aggiornamento è periodico e automatico e ricostruisce completamente la pagina. Se manca una persona in questa lista, sei pregato di non aggiungerla, ma accertati piuttosto che la sua voce biografica contenga il template Bio e che i dati anagrafici siano correttamente compilati. Se il template Bio manca, inseriscilo tu stesso o, in alternativa, metti l'avviso {{tmp\|Bio}} che ne segnala la mancanza. Se i dati riportati sono sbagliati, correggi direttamente la voce biografica; le modifiche saranno visibili in questa lista entro pochi giorni. Per chiarimenti vedi il progetto biografie. La lista contiene solo le 456 persone che sono citate nell'enciclopedia e per le quali è stato implementato correttamente il template Bio. Pagina aggiornata al 18 ago 2025. |

- 1º maggio - Alain Bernard, ex nuotatore francese
- 1º maggio - Francesco Borgonovo, giornalista, saggista e conduttore radiofonico italiano
- 1º maggio - Franco Cabrera, calciatore cileno
- 1º maggio - Golnaz Hashemzadeh Bonde, scrittrice iraniana
- 1º maggio - Jonathan Hawkins, scacchista britannico
- 1º maggio - Kevin Kruger, allenatore di pallacanestro e ex cestista statunitense
- 1º maggio - Park Hae-jin, modello e attore sudcoreano
- 1º maggio - Raja Rafe, calciatore siriano
- 1º maggio - Fran Vázquez, ex cestista spagnolo
- 2 maggio - Serena Altavilla, cantautrice e musicista italiana
- 2 maggio - Kamil Baránek, pallavolista ceco
- 2 maggio - Derek Boateng, ex calciatore ghanese
- 2 maggio - Gaius Charles, attore statunitense
- 2 maggio - Choi Jae-soo, ex calciatore sudcoreano
- 2 maggio - Alessandro Diamanti, allenatore di calcio e ex calciatore italiano
- 2 maggio - Tetsuya Enomoto, ex calciatore giapponese
- 2 maggio - Marija Erić, ex cestista serba
- 2 maggio - Maynor Figueroa, ex calciatore honduregno
- 2 maggio - Carlos Henrique, ex calciatore brasiliano
- 2 maggio - Adrián José Hernández Acosta, ex calciatore spagnolo
- 2 maggio - Elizabeth Ho, attrice statunitense
- 2 maggio - Kōstas Kakaroudīs, cestista greco
- 2 maggio - Mon Laferte, cantautrice, pittrice e attivista cilena
- 2 maggio - Tina Maze, ex sciatrice alpina slovena
- 2 maggio - Maja Poljak, ex pallavolista croata
- 2 maggio - Christa Rigozzi, modella svizzera
- 2 maggio - Daniel Sordo, pilota di rally spagnolo
- 2 maggio - Mariano Stendardo, ex calciatore italiano
- 2 maggio - Michael Thwaite, ex calciatore australiano
- 2 maggio - Trần Đức Dương, ex calciatore vietnamita
- 2 maggio - Carlos Adrián Valdez, calciatore uruguaiano
- 2 maggio - Zhang Zhilei, pugile cinese
- 2 maggio - Meike de Nooy, pallanuotista olandese
- 3 maggio - Joseph Addai, ex giocatore di football americano statunitense
- 3 maggio - Romeo Castelen, procuratore sportivo e ex calciatore olandese
- 3 maggio - Myriam Fares, cantante libanese
- 3 maggio - Márton Fülöp, calciatore ungherese († 2015)
- 3 maggio - Jonas Kamper, allenatore di calcio e ex calciatore danese
- 3 maggio - Alex Loughton, cestista australiano
- 3 maggio - Alin Moldoveanu, tiratore a segno rumeno
- 3 maggio - Jacques Mafil Nawan, calciatore vanuatuano
- 3 maggio - Loral O'Hara, astronauta statunitense
- 3 maggio - Leandro Teófilo, ex calciatore brasiliano
- 3 maggio - Kamoliddin Tojiyev, ex calciatore uzbeko
- 3 maggio - Yūji Unozawa, ex calciatore giapponese
- 3 maggio - Satoru Yamagishi, ex calciatore giapponese
- 4 maggio - Lorène Bazolo, velocista congolese (Repubblica del Congo)
- 4 maggio - Raffaella Calloni, ex pallavolista italiana
- 4 maggio - Jérôme Clavier, astista francese
- 4 maggio - Carlos Grossmüller, allenatore di calcio e ex calciatore uruguaiano
- 4 maggio - Lucy-Jo Hudson, attrice e conduttrice televisiva inglese
- 4 maggio - Trisha Krishnan, attrice indiana
- 4 maggio - Goran Ljubojević, ex calciatore croato
- 4 maggio - Jesse Moss, attore canadese
- 4 maggio - Jenifer Nadalin, ex cestista canadese
- 4 maggio - Rubén Olivera, allenatore di calcio e ex calciatore uruguaiano
- 4 maggio - Alberto Regazzoni, allenatore di calcio svizzero
- 4 maggio - Derek Roy, hockeista su ghiaccio canadese
- 4 maggio - Michael Rösch, ex biatleta tedesco
- 4 maggio - Stefano Scaini, mezzofondista, maratoneta e fondista di corsa in montagna italiano
- 4 maggio - Neuza Silva, allenatrice di tennis e ex tennista portoghese
- 4 maggio - Berk Yaygın, attore turco
- 4 maggio - Márcio Zanchetta, ex giocatore di calcio a 5 brasiliano
- 4 maggio - Robert Zwinkels, ex calciatore olandese
- 5 maggio - Wilmer Aguirre, calciatore peruviano
- 5 maggio - Ben Atiga, rugbista a 15 neozelandese
- 5 maggio - Jean Rémy Bitana, ex calciatore ruandese
- 5 maggio - Stefan Bliem, calciatore austriaco
- 5 maggio - Jason Brown, ex giocatore di football americano statunitense
- 5 maggio - Henry Cavill, attore britannico
- 5 maggio - Tiago De Bail, ex giocatore di calcio a 5 brasiliano
- 5 maggio - Diego Ferrero, ex cestista argentino
- 5 maggio - Mabel Gay, triplista cubana
- 5 maggio - Marc Hérold Gracien, ex calciatore haitiano
- 5 maggio - Deuce Lutui, ex giocatore di football americano tongano
- 5 maggio - Lloyd Mumba, calciatore zambiano († 2008)
- 5 maggio - Joseph Nwafor, ex calciatore nigeriano
- 5 maggio - Kōta Ogi, ex calciatore giapponese
- 5 maggio - Davide Simonetta, musicista e compositore italiano
- 5 maggio - Corina Ssuschke, pallavolista tedesca
- 5 maggio - Shūsuke Tsubouchi, ex calciatore giapponese
- 5 maggio - Giacomo Vassanelli, ex nuotatore italiano
- 5 maggio - Joan Verdú, allenatore di calcio e ex calciatore spagnolo
- 5 maggio - Diego Viana, ex calciatore brasiliano
- 5 maggio - Annie Villeneuve, cantante canadese
- 5 maggio - Gianpietro Zecchin, allenatore di calcio e ex calciatore italiano
- 6 maggio - Albert Acevedo, ex calciatore cileno
- 6 maggio - Niccolò Baroni, arbitro di calcio italiano
- 6 maggio - Mehdi Ben Dhifallah, calciatore tunisino
- 6 maggio - Ian Boylan, ex cestista statunitense
- 6 maggio - Liviu Băjenaru, calciatore rumeno
- 6 maggio - Daniel Cloud Campos, regista, attore e ballerino statunitense
- 6 maggio - Bruno Cazarine, ex calciatore brasiliano
- 6 maggio - Nicola Daldello, allenatore di pallavolo e ex pallavolista italiano
- 6 maggio - Dani Alves, ex calciatore brasiliano
- 6 maggio - Israel Escalera Sanchis, pilota motociclistico spagnolo
- 6 maggio - Teresa Hurtado de Ory, attrice spagnola
- 6 maggio - Gagan Narang, tiratore a segno indiano
- 6 maggio - Adrianne Palicki, attrice statunitense
- 6 maggio - Doron Perkins, ex cestista e allenatore di pallacanestro statunitense
- 6 maggio - Gabourey Sidibe, attrice statunitense
- 6 maggio - Fredrik Sjöström, ex hockeista su ghiaccio svedese
- 6 maggio - Trinley Thaye Dorje, tibetano
- 6 maggio - Raquel Zimmermann, supermodella brasiliana
- 7 maggio - Ion Al-Ioani, ex giocatore di calcio a 5 romeno
- 7 maggio - Daniele Buzzegoli, allenatore di calcio e ex calciatore italiano
- 7 maggio - Marco Galiazzo, arciere italiano
- 7 maggio - Josip Glasnović, tiratore a volo croato
- 7 maggio - Aleksandr Legkov, ex fondista russo
- 7 maggio - Tanga Loa, wrestler statunitense
- 7 maggio - Ma Zengyu, ex cestista cinese
- 7 maggio - Vitalij Medvedev, schermidore ucraino
- 7 maggio - Brian Murphy, calciatore irlandese
- 7 maggio - Garry O'Connor, ex calciatore scozzese
- 7 maggio - Hamed Sohrabnejad, cestista iraniano
- 7 maggio - Lars Iver Strand, calciatore norvegese
- 7 maggio - Joe Zappala, ex hockeista su ghiaccio statunitense
- 7 maggio - Julio dos Santos, calciatore paraguaiano
- 8 maggio - Onome Ebi, calciatrice nigeriana
- 8 maggio - Elyes Gabel, attore britannico
- 8 maggio - Erjon Hoti, ex calciatore albanese
- 8 maggio - Bershawn Jackson, ostacolista e velocista statunitense
- 8 maggio - Lee Sang-yeob, attore sudcoreano
- 8 maggio - Susanna Lehtinen, ex calciatrice finlandese
- 8 maggio - Vicky McClure, attrice britannica
- 8 maggio - Vernes Selimović, ex calciatore bosniaco
- 8 maggio - Roberto Vitiello, allenatore di calcio e ex calciatore italiano
- 8 maggio - Matt Willis, musicista, attore e personaggio televisivo britannico
- 9 maggio - Shin'ya Aoki, artista marziale misto giapponese
- 9 maggio - Jean-Michel Badiane, ex calciatore francese
- 9 maggio - Alan Campbell, canottiere britannico
- 9 maggio - Fernando Espinosa, ex calciatore messicano
- 9 maggio - Sasha Glavic, ex giocatore di football americano canadese
- 9 maggio - Jang Hee-jin, attrice e modella sudcoreana
- 9 maggio - Maria Lund, cantante finlandese
- 9 maggio - John Madsen, ex giocatore di football americano statunitense
- 9 maggio - Chrīstos Maragkos, ex calciatore cipriota
- 9 maggio - Ryūhei Matsuda, attore giapponese
- 9 maggio - Veronica Minati, pallavolista italiana
- 9 maggio - Gilles Müller, ex tennista lussemburghese
- 9 maggio - Shinobu Ōtaka, fumettista giapponese
- 9 maggio - Yoshihiro Okumura, nuotatore giapponese
- 9 maggio - Milo Moiré, artista, modella e attrice pornografica svizzera
- 9 maggio - Niklas Rainer, ex sciatore alpino svedese
- 9 maggio - Leandro Rinaudo, dirigente sportivo e ex calciatore italiano
- 9 maggio - Sileshi Sihine, mezzofondista etiope
- 9 maggio - Evelyn Stevens, ex ciclista su strada e pistard statunitense
- 9 maggio - Petter Stymne, nuotatore svedese
- 9 maggio - Federico Vismara, ex calciatore argentino
- 9 maggio - Brendan Winters, ex cestista statunitense
- 10 maggio - Andrej Aščev, pallavolista russo
- 10 maggio - Issam Badda, calciatore marocchino
- 10 maggio - David Barral, ex calciatore spagnolo
- 10 maggio - Franklin Cale, ex calciatore sudafricano
- 10 maggio - Pavlo El'janov, scacchista ucraino
- 10 maggio - Gustav Fridolin, politico e giornalista svedese
- 10 maggio - Gaël Germany, ex calciatore francese
- 10 maggio - Massimo Giacoppo, pallanuotista italiano
- 10 maggio - Matej Kazár, biatleta slovacco
- 10 maggio - Cecilia Liñeira, ex cestista argentina
- 10 maggio - Paweł Raczkowski, arbitro di calcio polacco
- 10 maggio - Civard Sprockel, ex calciatore olandese
- 10 maggio - Zac Taylor, ex giocatore di football americano e allenatore di football americano statunitense
- 10 maggio - Jeremy Trueblood, giocatore di football americano statunitense
- 10 maggio - Natalia Zabala, modella spagnola
- 11 maggio - Matt Berquist, rugbista a 15 neozelandese
- 11 maggio - Darío Conca, ex calciatore argentino
- 11 maggio - Daizee Haze, wrestler statunitense
- 11 maggio - Matias Kupiainen, chitarrista e produttore discografico finlandese
- 11 maggio - Kwak Sun-young, attrice sudcoreana
- 11 maggio - Matt Leinart, ex giocatore di football americano statunitense
- 11 maggio - Lorna, rapper panamense
- 11 maggio - Samad Nikkhah Bahrami, cestista iraniano
- 11 maggio - Jouni Pellinen, ex sciatore alpino e sciatore freestyle finlandese
- 11 maggio - Jana Romanova, ex biatleta russa
- 11 maggio - Steven Sotloff, giornalista statunitense († 2014)
- 11 maggio - Yumiko Tsuzuki, ex pallavolista giapponese
- 11 maggio - Akiko Uchida, ex pallavolista giapponese
- 11 maggio - Holly Valance, cantante, attrice e modella australiana
- 12 maggio - Yaniv Azran, ex calciatore israeliano
- 12 maggio - Alicja Bachleda, attrice e cantante polacca
- 12 maggio - Leonardo Basile, taekwondoka italiano
- 12 maggio - Adam Bielecki, alpinista e scrittore polacco
- 12 maggio - Gladys Cherono, mezzofondista e maratoneta keniota
- 12 maggio - Mangpor Chonthicha, cantante e attrice thailandese
- 12 maggio - Igor de Camargo, allenatore di calcio e ex calciatore brasiliano
- 12 maggio - Cynthia Denzler, ex sciatrice alpina statunitense
- 12 maggio - Julien Desprès, canottiere francese
- 12 maggio - Nathan Fielder, comico, attore e produttore cinematografico canadese
- 12 maggio - Domhnall Gleeson, attore, regista e sceneggiatore irlandese
- 12 maggio - Axel Hervelle, ex cestista belga
- 12 maggio - Alina Kabaeva, ex ginnasta, politica e modella russa
- 12 maggio - Kushida, wrestler giapponese
- 12 maggio - Andre Patterson, ex cestista statunitense
- 12 maggio - Virginie Razzano, ex tennista francese
- 12 maggio - Luca Riemma, attore italiano
- 12 maggio - Geōrgios Saïtiōtīs, ex calciatore greco
- 12 maggio - Francisco Javier Torres, ex calciatore messicano
- 12 maggio - Saša Tuksar, ex tennista croato
- 13 maggio - Mohamed Larbi Arouri, ex calciatore tunisino
- 13 maggio - Yoann Bonato, pilota automobilistico francese
- 13 maggio - Barbara Bonte, politica belga
- 13 maggio - Édouard Duplan, ex calciatore francese
- 13 maggio - Anita Görbicz, ex pallamanista ungherese
- 13 maggio - Johnny Hoogerland, ex ciclista su strada olandese
- 13 maggio - Michal Klesa, calciatore ceco
- 13 maggio - Marián Kurty, ex calciatore slovacco
- 13 maggio - Grégory Lemarchal, cantante francese († 2007)
- 13 maggio - Rawlston Masaniai, calciatore samoano americano
- 13 maggio - Anna Maria Nilsson, ex biatleta svedese
- 13 maggio - João Real, ex calciatore portoghese
- 13 maggio - Jacob Reynolds, attore statunitense
- 13 maggio - Stefan Schnyder, ex hockeista su ghiaccio svizzero
- 13 maggio - János Székely, ex calciatore rumeno
- 13 maggio - Yaya Touré, allenatore di calcio e ex calciatore ivoriano
- 13 maggio - Daurance Williams, ex calciatore trinidadiano
- 14 maggio - Jean-Noël Barrot, politico francese
- 14 maggio - Nikola Beljić, ex calciatore serbo
- 14 maggio - Monica Bertini, giornalista e conduttrice televisiva italiana
- 14 maggio - José Carlos Fernández Piedra, ex calciatore peruviano
- 14 maggio - Luis Pedro Figueroa, ex calciatore cileno
- 14 maggio - Frank Gore, ex giocatore di football americano statunitense
- 14 maggio - Iveta Lutovská, modella ceca
- 14 maggio - Obiora Odita, ex calciatore nigeriano
- 14 maggio - Anahí, cantante e attrice messicana
- 14 maggio - María Emilia Salerni, ex tennista argentina
- 14 maggio - Uroš Slokar, ex cestista e allenatore di pallacanestro sloveno
- 14 maggio - Amber Tamblyn, attrice e scrittrice statunitense
- 14 maggio - Mathieu Valverde, ex calciatore francese
- 15 maggio - Péter Bácsi, lottatore ungherese
- 15 maggio - Anna Caliendo, cestista italiana
- 15 maggio - Germain Chardin, canottiere francese
- 15 maggio - Sejfulla Magomedov, taekwondoka russo
- 15 maggio - Federico Maiocco, cestista italiano
- 15 maggio - Jamal Sampson, ex cestista statunitense
- 15 maggio - Gibril Sankoh, ex calciatore sierraleonese
- 15 maggio - Josh Simpson, ex calciatore canadese
- 15 maggio - Yang Jinghui, tuffatore cinese
- 15 maggio - Jean-Paul Yontcha, ex calciatore camerunese
- 16 maggio - Nancy Ajram, cantante e attrice libanese
- 16 maggio - Steffanie Blackmon, ex cestista statunitense
- 16 maggio - Garmiani, disc jockey, cantante e produttore discografico svedese
- 16 maggio - Lorenzo Gordon, ex cestista statunitense
- 16 maggio - Ellis Hobbs, giocatore di football americano statunitense
- 16 maggio - Mindaugas Katelynas, ex cestista lituano
- 16 maggio - Espen Minde, calciatore norvegese
- 16 maggio - Simran Singh Shergill, giocatore di polo indiano
- 16 maggio - Lexxi Tyler, ex attrice pornografica statunitense
- 16 maggio - Kevin Vandenbergh, calciatore belga
- 16 maggio - Giulio Wilson, cantautore e musicista italiano
- 17 maggio - Axel Bellinghausen, ex calciatore tedesco
- 17 maggio - Channing Frye, ex cestista statunitense
- 17 maggio - Giannīs Geōrgalīs, allenatore di pallacanestro e ex cestista greco
- 17 maggio - Nicky Hofs, allenatore di calcio e ex calciatore olandese
- 17 maggio - Erlend Holm, ex calciatore norvegese
- 17 maggio - Vitalij Jurčik, pallanuotista russo
- 17 maggio - Gennadij Kovalëv, pugile russo
- 17 maggio - Danko Lazović, ex calciatore serbo
- 17 maggio - Simon Mathew, cantante danese
- 17 maggio - David Navarro Brugal, ex cestista spagnolo
- 17 maggio - Suchao Nutnum, calciatore thailandese
- 17 maggio - Masahiro Okamoto, ex calciatore giapponese
- 17 maggio - Manuel Olmedo, mezzofondista spagnolo
- 17 maggio - Amiria Rule, ex rugbista a 15 neozelandese
- 18 maggio - Šamil' Asil'darov, ex calciatore russo
- 18 maggio - Javier Beltrán, attore spagnolo
- 18 maggio - Michael Che, cabarettista, attore e sceneggiatore statunitense
- 18 maggio - Filippo Cosentino, compositore e chitarrista italiano
- 18 maggio - Peter Fehse, ex cestista tedesco
- 18 maggio - Iao Chio Kuok, calciatore macaense
- 18 maggio - Moussa Kalisse, calciatore olandese
- 18 maggio - Nadežda Kučer, soprano bielorusso
- 18 maggio - Rolf Kristian Larsen, attore norvegese
- 18 maggio - Sara Menghi, ex pallavolista italiana
- 18 maggio - Lee Miller, ex calciatore scozzese
- 18 maggio - Kiyofumi Nagai, pistard giapponese
- 18 maggio - Gary O'Neil, allenatore di calcio e ex calciatore inglese
- 18 maggio - Jennifer Rockwell, ostacolista statunitense
- 18 maggio - E.J. Rowland, cestista statunitense
- 18 maggio - Raffaele Sannitz, allenatore di hockey su ghiaccio e ex hockeista su ghiaccio svizzero
- 18 maggio - Rio Shimamoto, scrittrice giapponese
- 18 maggio - Eric West, cantante e modello statunitense
- 18 maggio - Vince Young, ex giocatore di football americano statunitense
- 18 maggio - Margarita Žukova, schermitrice russa
- 19 maggio - Kyle Patrick Alvarez, regista, sceneggiatore e produttore cinematografico statunitense
- 19 maggio - Katarina Andersson, ex cestista svedese
- 19 maggio - Eve Angel, attrice pornografica ungherese
- 19 maggio - Sjarhej Azaraŭ, scacchista bielorusso
- 19 maggio - Bebé, ex giocatore di calcio a 5 portoghese
- 19 maggio - Charlotte Becker, ex ciclista su strada e pistard tedesca
- 19 maggio - Alexandra Braun Waldeck, modella venezuelana
- 19 maggio - Michela Coppa, showgirl e ex modella italiana
- 19 maggio - Aniello Cutolo, dirigente sportivo e ex calciatore italiano
- 19 maggio - Roberta De Roberto, doppiatrice e direttrice del doppiaggio italiana
- 19 maggio - Rubén Epitié, ex calciatore spagnolo
- 19 maggio - Facundo Erpen, ex calciatore argentino
- 19 maggio - Nicole Fessel, ex fondista tedesca
- 19 maggio - José Luis Munuera Montero, arbitro di calcio spagnolo
- 19 maggio - Rhatha Phongam, attrice e cantante thailandese
- 19 maggio - H. Olliver Twisted, cantante finlandese
- 19 maggio - Christoph Ullmann, hockeista su ghiaccio tedesco
- 20 maggio - Óscar Cardozo, calciatore paraguaiano
- 20 maggio - Chad Connell, attore canadese
- 20 maggio - Domenico Di Cecco, allenatore di calcio e ex calciatore italiano
- 20 maggio - Joel Fry, attore e musicista britannico
- 20 maggio - Marcelo Guerrero, ex calciatore uruguaiano
- 20 maggio - Jérôme Jault, schermidore francese
- 20 maggio - KAI, wrestler giapponese
- 20 maggio - Arcëm Kancavy, ex calciatore bielorusso
- 20 maggio - Matthew Langridge, canottiere britannico
- 20 maggio - Michaela McManus, attrice statunitense
- 20 maggio - Barrett Ruud, ex giocatore di football americano statunitense
- 20 maggio - Anja Selbach, ex slittinista e ex skeletonista tedesca
- 20 maggio - Piru Sáez, cantante e attore argentino
- 20 maggio - Mehdi Taouil, ex calciatore marocchino
- 20 maggio - Didier Van Keymeulen, pilota motociclistico belga
- 20 maggio - Emma Williams, attrice e cantante britannica
- 21 maggio - Giuseppe Aquaro, calciatore svizzero
- 21 maggio - Luca Azzolini, scrittore e curatore editoriale italiano
- 21 maggio - Leva Bates, wrestler statunitense
- 21 maggio - Līga Dekmeijere, tennista lettone
- 21 maggio - Jasper Johnson, cestista statunitense († 2021)
- 21 maggio - Adrian Nalați, ex calciatore rumeno
- 21 maggio - Anjulie, cantante canadese
- 21 maggio - Kaori Shimizu, attrice e doppiatrice giapponese
- 22 maggio - Waheed Abdul-Ridha, pugile iracheno
- 22 maggio - Abdulrahman Al-Qahtani, ex calciatore saudita
- 22 maggio - Lina Ben Mhenni, attivista, blogger e marciatrice tunisina († 2020)
- 22 maggio - Andrew Byrnes, canottiere canadese
- 22 maggio - Jeremy Christie, ex calciatore neozelandese
- 22 maggio - Marco Di Maggio, ex pesista italiano
- 22 maggio - Marko Đorđević, allenatore di calcio e ex calciatore serbo
- 22 maggio - Niccolò Galli, calciatore italiano († 2001)
- 22 maggio - Mickaël Gelabale, cestista francese
- 22 maggio - John Hopkins, pilota motociclistico statunitense
- 22 maggio - Kasper Klostergaard, ex ciclista su strada danese
- 22 maggio - Žarko Lukić, ex calciatore lussemburghese
- 22 maggio - Etana, cantante giamaicana
- 22 maggio - Franco Niell, ex calciatore argentino
- 22 maggio - Tomas Tamošauskas, allenatore di calcio e ex calciatore lituano
- 22 maggio - Zajko Zeba, ex calciatore bosniaco
- 22 maggio - Viktar Zueŭ, pugile bielorusso
- 23 maggio - Franck Béria, dirigente sportivo e ex calciatore francese
- 23 maggio - Valerio Di Cesare, dirigente sportivo e ex calciatore italiano
- 23 maggio - Luo Wei, ex taekwondoka cinese
- 23 maggio - Curtis McElhinney, hockeista su ghiaccio canadese
- 23 maggio - Rafael Moura, ex calciatore brasiliano
- 23 maggio - Guy Muya, allenatore di pallacanestro, ex cestista e dirigente sportivo della Repubblica Democratica del Congo
- 23 maggio - Silvio Proto, ex calciatore belga
- 23 maggio - Heidi Range, cantautrice britannica
- 23 maggio - Alex Shelley, wrestler statunitense
- 23 maggio - Kevin Stuhr Ellegaard, ex calciatore danese
- 23 maggio - Ante Tomić, ex calciatore croato
- 24 maggio - Stefano Costantini, pilota automobilistico italiano
- 24 maggio - Marco Crugnola, ex tennista italiano
- 24 maggio - Custódio, allenatore di calcio e ex calciatore portoghese
- 24 maggio - Žydrūnas Karčemarskas, ex calciatore lituano
- 24 maggio - Mads-Kristoffer Kristoffersen, arbitro di calcio danese
- 24 maggio - Matthew Lloyd, ex ciclista su strada australiano
- 24 maggio - Rikard Nilsson, allenatore di calcio e ex calciatore svedese
- 24 maggio - Moshe Ohayon, ex calciatore israeliano
- 24 maggio - Viktor Pečovský, calciatore slovacco
- 24 maggio - Parker Sawyers, attore statunitense
- 25 maggio - Daniel Albrecht, ex sciatore alpino svizzero
- 25 maggio - Marcos António, ex calciatore brasiliano
- 25 maggio - Mario Božić, calciatore bosniaco († 2023)
- 25 maggio - Mariano Castets, ex cestista argentino
- 25 maggio - Olivier Karekezi, ex calciatore ruandese
- 25 maggio - Marcelo Tieppo Huertas, cestista brasiliano
- 25 maggio - Aaron McLean, ex calciatore inglese
- 25 maggio - Nam Jie-youn, ex pallavolista e allenatrice di pallavolo sudcoreana
- 25 maggio - Aleksandr Petrov, ex hockeista su ghiaccio estone
- 25 maggio - Guido Rosselli, cestista italiano
- 25 maggio - Chelse Swain, attrice statunitense
- 25 maggio - Kamel Zaïem, ex calciatore tunisino
- 26 maggio - Bae Ki-jong, ex calciatore sudcoreano
- 26 maggio - Justin Bowen, ex cestista statunitense
- 26 maggio - Elena Cucci, attrice italiana
- 26 maggio - Oliver Hermanus, regista e scrittore sudafricano
- 26 maggio - Sushil Kumar, lottatore indiano
- 26 maggio - Tiziana Martello, doppiatrice e conduttrice televisiva italiana
- 26 maggio - Rodica Șerban, canottiera rumena
- 26 maggio - Ted Sikovi, calciatore samoano
- 26 maggio - Nabil Taïder, ex calciatore francese
- 26 maggio - Kristoffer Weckström, ex calciatore finlandese
- 26 maggio - Demy de Zeeuw, ex calciatore olandese
- 27 maggio - Bobby Convey, ex calciatore statunitense
- 27 maggio - Maksim Cyhalka, calciatore bielorusso († 2020)
- 27 maggio - Lucenzo, cantante e produttore discografico francese
- 27 maggio - Khamis Gheddafi, militare libico († 2011)
- 27 maggio - Igor' Lebedenko, ex calciatore russo
- 27 maggio - Rafael Marques Mariano, ex calciatore brasiliano
- 27 maggio - Mark Rossiter, ex calciatore irlandese
- 27 maggio - Taryn Thomas, ex attrice pornografica statunitense
- 27 maggio - Jictzad Viña, modella venezuelana
- 28 maggio - Jay Alford, giocatore di football americano statunitense
- 28 maggio - Marcus Chang, attore e cantautore taiwanese
- 28 maggio - Steve Cronin, ex calciatore statunitense
- 28 maggio - Jernej Damjan, saltatore con gli sci sloveno
- 28 maggio - Megalyn Echikunwoke, attrice statunitense
- 28 maggio - Altan Erol, cestista turco
- 28 maggio - Marco Estrada, ex calciatore cileno
- 28 maggio - Sabina Florian, ex hockeista su ghiaccio italiana
- 28 maggio - Emanuele Formichetti, lunghista italiano
- 28 maggio - Toby Hemingway, attore inglese
- 28 maggio - Krista Kosonen, attrice finlandese
- 28 maggio - Matthias Lehmann, ex calciatore tedesco
- 28 maggio - Ali Mahmoud, cestista canadese
- 28 maggio - Darijan Matič, allenatore di calcio e ex calciatore sloveno
- 28 maggio - Phil Missere, ex cestista statunitense
- 28 maggio - Tamika Mkandawire, ex calciatore inglese
- 28 maggio - Alya, cantante slovena
- 28 maggio - Roberto Orlando Affonso Júnior, ex calciatore brasiliano
- 28 maggio - Cory Wade, giocatore di baseball statunitense
- 29 maggio - Tina Bok'uchava, politica georgiana
- 29 maggio - Cristian Bustos, ex calciatore spagnolo
- 29 maggio - Christopher Fogt, bobbista statunitense
- 29 maggio - Jevon Francis, ex calciatore nevisiano
- 29 maggio - Andrėj Harbunoŭ, ex calciatore bielorusso
- 29 maggio - Daniel Kickert, ex cestista e allenatore di pallacanestro australiano
- 29 maggio - Jean Makoun, ex calciatore camerunese
- 29 maggio - Ben Mansfield, attore inglese
- 29 maggio - Alberto Medina, ex calciatore messicano
- 29 maggio - Maria Mohn, cantante norvegese
- 29 maggio - Galina Pedan, ex ostacolista kirghisa
- 29 maggio - Evgenija Poljakova, velocista russa
- 29 maggio - Jack Stewart, ex calciatore statunitense
- 29 maggio - Alla Važenina, ex sollevatrice russa
- 29 maggio - Eser Yağmur, ex calciatore turco
- 30 maggio - Krushna Abhishek, attore, comico e conduttore televisivo indiano
- 30 maggio - Mustapha Allaoui, calciatore marocchino
- 30 maggio - Coone, disc jockey belga
- 30 maggio - Frantz Bertin, ex calciatore francese
- 30 maggio - Darryl Blackstock, giocatore di football americano statunitense
- 30 maggio - Nicolas Corbeil, ex hockeista su ghiaccio canadese
- 30 maggio - Anđelko Ćuk, pallavolista bosniaco
- 30 maggio - Jonas Ekdahl, batterista svedese
- 30 maggio - Jennifer Ellison, attrice, cantante e ballerina britannica
- 30 maggio - Roger Lee Hayden, pilota motociclistico statunitense
- 30 maggio - Oleg Hromțov, ex calciatore moldavo
- 30 maggio - Ignacio Ithurralde, allenatore di calcio e ex calciatore uruguaiano
- 30 maggio - Bart Palaszewski, artista marziale misto polacco
- 30 maggio - Fahri Tatan, ex calciatore turco
- 30 maggio - Simone Vagnozzi, allenatore di tennis e ex tennista italiano
- 31 maggio - Kim Aabech, calciatore danese
- 31 maggio - Lorenzo Alexander, ex giocatore di football americano statunitense
- 31 maggio - Antonio Amaya, ex calciatore spagnolo
- 31 maggio - Edno, ex calciatore brasiliano
- 31 maggio - Leon Haslam, pilota motociclistico britannico
- 31 maggio - Adam Kwasnik, ex calciatore australiano
- 31 maggio - Patrick McCarthy, allenatore di calcio e ex calciatore irlandese
- 31 maggio - Karin Melis Mey, lunghista sudafricana
- 31 maggio - Ni Hua, scacchista cinese
- 31 maggio - Danny O'Rourke, ex calciatore statunitense
- 31 maggio - Carlo Scognamiglio, ex ciclista su strada italiano
- 31 maggio - Viktorija Terëškina, ballerina russa